# گرفتاری دوسره
گرفتاری دوسره، محذوریت مضاعف یا پیوند دوگانه (انگلیسی: Double bind) نوعی تنگنا در ارتباطات است که در آن فرد (یا گروه) دو یا چند پیام متعارض دریافت می‌کند که یکی دیگری را نقض می‌کند. در برخی شرایط (به‌طور خاص در خانواده‌ها و روابط) این موضوع می‌تواند به لحاظ عاطفی ناخوشایند باشد. این گرفتاری اغلب در روابط ناهنجار بین فردی ایجاد می‌شود. پیام‌های دوگانه یا دو سره نشان از یک تله‌ی ارتباطی دارند که در سطوح مختلف ارتباط کلامی یا غیرکلامی، دو پیام متناقض را به‌طور همزمان منتقل می‌کنند. به‌طور مثال وقتی از کسی پرسیده می‌شود «حالت چطور است؟» و او با چهره‌ای غمگین، صدایی گرفته و حزین و بغض‌آلود پاسخ بدهد، «خوب هستم» با یک پیام دوجانبه یا با یک گرفتاری دوسره مواجه هستیم.
اگر فردی در یک رابطه مهم باشد به‌طوری که گریز از این رابطه غیر ممکن ( رابطه مادر-کودک / رابطه دانش‌آموز-معلم) و پاسخ دادن ضروری باشد، در این موقعیت وقتی او دو پیغام متناقض دریافت کند و نتواند ناهماهنگی را شناسایی کرده و حرف خود را درباره آن بزند، دچار پیوند دوگانه شده است. وقتی قربانی شرطی می‌شود تا دنیا را بر حسب پیوند دوگانه درک کند دیگر مجموعه کاملی از این عناصر لازم نیست، هر قسمت از این توالی برای کشیدن ماشه هراس یا خشم کافی است.
مثال در رابطه دانش‌آموز-معلم: اگر درس را بلدی چرا جواب نمی‌دهی / چه کسی گفت که تو صحبت کنی.
نویسندگان و پژوهشگران مثال‌های ارتباطی متعددی از زندگی روزمره نقل می‌کنند، از جمله:
- زمانی که زوجی به زوج دیگر می‌گوید: «آزاد هستی هر کاری دلت می‌خواهد انجام بدهی، فقط کاری نکن که من از تو دلخور بشوم».
- مثالی که در جامعه‌ی ایران با آن برخورد داریم، صاحبخانه‌ای که جلوی در ورودی می‌ایستد و راه ورود به خانه را می‌بندد و به کسی که جلوی در آمده و ایستاده است، تعارف می‌کند: «بفرمایید داخل».
- زمانی که زوجی به دیگری در حین دعوا می‌گوید: «به من کمک کن مشکلاتم حل شود، به حمایت تو نیاز دارم، ولی در کارهایم دخالت نکن، بگذارم خودم تصمیم بگیرم و به من نگو چه کار بکنم و چه کار نکنم».

در روانشناسی برخی معتقدند مادرانی که فرزندانشان را در سنین کودکی در چنین روابطی گرفتار می کنند سبب ایجاد بیماری اسکیزوفرنی در آنها می شوند. در بیماری اسکیزوفرنی ارتباط بیمار با جهان واقعی مخدوش می‌شود و فرد در عالم توهمات ساختهٔ ذهن خود زندگی می‌کند. اغلب این بیماران خودگویی‌هایی دارند که به نظر می‌رسد ناشی از ناتوانی آن‌ها در برقراری ارتباط با جهان واقعی است.